# Michel Preud'homme
Michel Preud'homme, punim imenom Michel Georges Jean Ghislain Preud’Homme,  (Ougrée, Belgija, 24. siječnja 1959.), belgijski je bivši nogometni vratar i trener, a danas dopredsjednik i sportski direktor Standard Liègea.

## Igračka karijera
Rodom je iz valonskog kraja u Belgiji. Rodio se u Ougréeu, današnjoj općini Seraingu, koja je dijelom lièške aglomeracije. Stoga je nogomet počeo trenirati u mjesnom divu, Standard Liègeu. Već s 18 godina trener ga je pozvao igrati u prvu momčad. U prvom je sastavu branio devet godina. Ondje je osvojio dva belgijska prvenstva, jednom je bio doprvak, jedan belgijski kup i jednom je bio finalist kupa, dva belgijska superkupa, a bili su finalisti KPK 1981./82.
Nakon tih devet godina je otišao u KV Mechelen u kojem je ostao 8 godina. U tom je razdoblju osvojio belgijsko prvenstvo, belgijski kup i superkup te KPK 1987./88. godine.
Izvrsne utakmice na SP-u u SAD-u 1994. godine su mu omogućile angažman u poznatom europskom klubu, portugalskoj Benfici. Ondje je dvaput bio portugalski doprvak, jednom je osvojio kup te je dvaput bio igrao u superkupu.
Iako je bio izvrsni vratar, nije mogao doći do mjesta prvog vratara u belgijskoj reprezentaciji, jer je ondje već branio Jean-Marie Pfaff, jedan od najboljih europskih i svjetskih vratara svih vremena, a kojeg je legendarni Pelé uvrstio među najboljih 125 igrača svih vremena.

## Trenerska karijera
S njime kao trenerom, njegov matični Standard iz Liègea je nakon 25 godina osvojio naslov. To je bilo u njegovom drugom mandatu u Standardu, u sezoni 2007./08. Unatoč tome, sljedeću je sezonu bio trener drugog kluba, belgijskog Genta. I ondje je ostvario izvrstan rezultat - Gent je bio belgijski doprvak te je osvojio belgijski kup.
U nizozemskom je Twenteu osvojio nizozemski kup u sezoni 2010./11., pobijedivši Ajax 3:2.
Nakon toga je angažiran u Saudijskoj Arabiji, gdje je preuzeo rijadski Al-Shabab, a od 2013. do 2017. godine je bio trener Club Bruggea. 
Dana 23. svibnja 2018. ponovo preuzima matični Standard Liège.

## Nagrade
- 1994.: nagrada Lav Jašin kao najbolji vratar SP-a 1994. godine u SAD-u
- 2011.: nagrada Rinus Michels[1]